# Kîrnosove, Milove
Kîrnosove (în ucraineană Кирносове) este un sat în comuna Musiivka din raionul Milove, regiunea Luhansk, Ucraina.

## Demografie
Componența lingvistică a localității Kîrnosove
     Ucraineană (66,67%)
     Rusă (11,11%)
Conform recensământului din 2001, majoritatea populației localității Kîrnosove era vorbitoare de ucraineană (66,67%), existând în minoritate și vorbitori de rusă (11,11%).